# Lega Nazionale A 1979-1980
L'edizione 1979-1980 della Lega Nazionale A vide la vittoria finale del Basilea. Capocannoniere del torneo fu Claudio Sulser (Grasshoppers), con 25 reti.

## Stagione

### Novità
Dalla Lega Nazionale A 1978-1979 è stato retrocesso in Lega Nazionale B il Nordstern, mentre dalla Lega Nazionale B 1978-1979 sono stati promossi il La Chaux-de-Fonds, il Lucerna e il Lugano.

## Classifica finale
|  | Pos. | Squadra           | Pt | G  | V  | N  | P  | GF | GS | DR  |
|  | ---- | ----------------- | -- | -- | -- | -- | -- | -- | -- | --- |
|  | 1.   | Servette          | 39 | 26 | 16 | 7  | 3  | 61 | 25 | +36 |
|  | 2.   | Basilea           | 37 | 26 | 15 | 7  | 4  | 67 | 27 | +40 |
|  | 3.   | Grasshoppers      | 36 | 26 | 14 | 8  | 4  | 61 | 21 | +40 |
|  | 4.   | Lucerna           | 32 | 26 | 14 | 4  | 8  | 44 | 44 | 0   |
|  | 5.   | Zurigo            | 31 | 26 | 13 | 5  | 8  | 56 | 42 | +14 |
|  | 6.   | Sion              | 31 | 26 | 11 | 9  | 6  | 47 | 37 | +10 |
|  | 7.   | San Gallo         | 28 | 26 | 11 | 6  | 9  | 48 | 37 | +11 |
|  | 8.   | Chiasso           | 23 | 26 | 6  | 11 | 9  | 27 | 43 | -16 |
|  | 9.   | Losanna           | 22 | 26 | 8  | 6  | 12 | 35 | 38 | -3  |
|  | 10.  | Young Boys        | 21 | 26 | 8  | 5  | 13 | 34 | 49 | -15 |
|  | 11.  | Chênois           | 20 | 26 | 4  | 12 | 10 | 32 | 45 | -13 |
|  | 12.  | Neuchâtel Xamax   | 20 | 26 | 8  | 4  | 14 | 33 | 48 | -15 |
|  | 13.  | La Chaux-de-Fonds | 17 | 26 | 5  | 7  | 14 | 24 | 57 | -33 |
|  | 14.  | Lugano            | 7  | 26 | 1  | 5  | 20 | 18 | 74 | -56 |

Legenda:

      Qualificate alla poule scudetto.
      Retrocesse in Lega Nazionale B 1980-1981.
Note:

Due punti a vittoria, uno a pareggio, zero a sconfitta.

## Poule scudetto
I punti conquistati nella stagione regolare vengono dimezzati e arrotondati all'intero superiore.
|  | Pos. | Squadra      | Pt | G  | V | N | P | GF | GS | DR  |
|  | ---- | ------------ | -- | -- | - | - | - | -- | -- | --- |
|  | 1.   | Basilea      | 33 | 10 | 6 | 2 | 2 | 24 | 11 | +13 |
|  | 2.   | Grasshoppers | 31 | 10 | 5 | 3 | 2 | 21 | 11 | +10 |
|  | 3.   | Servette     | 31 | 10 | 5 | 1 | 4 | 18 | 11 | +7  |
|  | 4.   | Zurigo       | 27 | 10 | 5 | 1 | 4 | 17 | 15 | +2  |
|  | 5.   | Sion         | 26 | 10 | 4 | 2 | 4 | 22 | 20 | +2  |
|  | 6.   | Lucerna      | 17 | 10 | 0 | 1 | 9 | 4  | 38 | -34 |

Legenda:

      Campione di Svizzera e qualificata in Coppa dei Campioni 1980-1981
      Qualificata in Coppa delle Coppe 1980-1981
      Qualificate in Coppa UEFA 1980-1981.
Note:

Due punti a vittoria, uno a pareggio, zero a sconfitta.
Punti di partenza:
- Servette 20
- Basilea 19
- Grasshoppers 18
- Lucerna 16
- Zurigo 16
- Sion 16

## Statistiche

### Classifica marcatori (stagione regolare)
| Gol |  |  | Giocatore        | Squadra      |
| --- |  |  | ---------------- | ------------ |
| 18  |  |  | Claudio Sulser   | Grasshoppers |
| 17  |  |  | Peter Risi       | Lucerna      |
| 17  |  |  | Walter Seiler    | Zurigo       |
| 13  |  |  | Umberto Barberis | Servette     |
| 13  |  |  | Robert Kok       | Losanna      |
| 13  |  |  | Detlev Lauscher  | Basilea      |
| 13  |  |  | Erni Maissen     | Basilea      |

### Classifica marcatori (completa)
| Gol |  |  | Giocatore        | Squadra      |
| --- |  |  | ---------------- | ------------ |
| 25  |  |  | Claudio Sulser   | Grasshoppers |
| 24  |  |  | Walter Seiler    | Zurigo       |
| 19  |  |  | Peter Risi       | Lucerna      |
| 18  |  |  | Joseph Küttel    | Basilea      |
| 18  |  |  | Detlev Lauscher  | Basilea      |
| 18  |  |  | Erni Maissen     | Basilea      |
| 16  |  |  | Umberto Barberis | Servette     |

## Verdetti finali
- Basilea Campione di Svizzera 1979-1980 e qualificata alla Coppa dei Campioni 1980-1981.
- Sion vincitore della Coppa Svizzera 1979-1980 e qualificata alla Coppa delle Coppe 1980-1981.
- Grasshoppers e Servette qualificate alla Coppa UEFA 1980-1981.
- La Chaux-de-Fonds e Lugano retrocesse in Lega Nazionale B.